# Anorostoma opacum
Anorostoma opacum är en tvåvingeart som beskrevs av Daniel William Coquillett 1901. Anorostoma opacum ingår i släktet Anorostoma och familjen myllflugor. Inga underarter finns listade i Catalogue of Life.